# Epimelitta bicolor
Epimelitta bicolor là một loài bọ cánh cứng trong họ Cerambycidae.